# Segona divisió espanyola de futbol 1946-1947
Resum de l'activitat de la temporada 1946-1947 de la Segona divisió espanyola de futbol.

## Clubs participants
| Club                   | Ciutat        | Estadi                |
| ---------------------- | ------------- | --------------------- |
| CE Alcoià              | Alcoi         | El Collao             |
| Club Barakaldo         | Barakaldo     | Lasesarre             |
| Real Betis Balompié    | Sevilla       | Heliópolis            |
| RCD Córdoba            | Còrdova       | El Arcángel           |
| Club Ferrol            | Ferrol        | Inferniño             |
| Gimnàstic de Tarragona | Tarragona     | Avinguda de Catalunya |
| Granada CF             | Granada       | Los Cármenes          |
| Hèrcules CF            | Alacant       | La Viña               |
| Llevant UE             | València      | Vallejo               |
| CD Málaga              | Màlaga        | La Rosaleda           |
| RCD Mallorca           | Palma         | Es Fortí              |
| Reial Societat         | Sant Sebastià | Atotxa                |
| Real Santander SD      | Santander     | El Sardinero          |
| Zaragoza FC            | Saragossa     | Torrero               |

## Classificació
| Pos | Equip                 | PJ | PG | PE | PP | GF | GC | DG  | Pts | Promoció, classificació o descens |
| --- | --------------------- | -- | -- | -- | -- | -- | -- | --- | --- | --------------------------------- |
| 1   | CE Alcoià (C, P)      | 26 | 16 | 6  | 4  | 65 | 36 | +29 | 38  | Ascens a Primera Divisió          |
| 2   | Gimnàstic (P)         | 26 | 16 | 3  | 7  | 67 | 42 | +25 | 35  | Ascens a Primera Divisió          |
| 3   | Reial Societat (O, P) | 26 | 13 | 6  | 7  | 55 | 37 | +18 | 32  | Promoció d'ascens                 |
| 4   | Hèrcules CF           | 26 | 14 | 2  | 10 | 48 | 44 | +4  | 30  |                                   |
| 5   | RCD Mallorca          | 26 | 13 | 0  | 13 | 47 | 48 | −1  | 26  |                                   |
| 6   | Llevant UE            | 26 | 12 | 2  | 12 | 62 | 54 | +8  | 26  |                                   |
| 7   | Granada CF            | 26 | 10 | 5  | 11 | 36 | 51 | −15 | 25  |                                   |
| 8   | Real Córdoba          | 26 | 9  | 6  | 11 | 38 | 41 | −3  | 24  |                                   |
| 9   | Málaga                | 26 | 8  | 7  | 11 | 38 | 44 | −6  | 23  |                                   |
| 10  | Racing Ferrol         | 26 | 9  | 4  | 13 | 48 | 62 | −14 | 22  |                                   |
| 11  | Barakaldo CF          | 26 | 10 | 1  | 15 | 58 | 59 | −1  | 21  |                                   |
| 12  | Real Santander (R)    | 26 | 7  | 7  | 12 | 38 | 54 | −16 | 21  | Promoció de descens               |
| 13  | Reial Saragossa (R)   | 26 | 9  | 3  | 14 | 42 | 47 | −5  | 21  | Descens a Tercera Divisió         |
| 14  | Reial Betis (R)       | 26 | 8  | 4  | 14 | 37 | 60 | −23 | 20  | Descens a Tercera Divisió         |

## Resultats
| Casa \ Fora     | ALC | BAR | GIM | GRA | HER | LEV | CDM | MAL | COR | RFE | RAC | BET | RSO | ZAR |
| --------------- | --- | --- | --- | --- | --- | --- | --- | --- | --- | --- | --- | --- | --- | --- |
| CE Alcoià       | —   | 3–0 | 3–1 | 1–1 | 1–3 | 5–2 | 1–2 | 3–1 | 2–0 | 5–2 | 4–1 | 6–1 | 0–0 | 3–0 |
| Barakaldo CF    | 0–0 | —   | 0–1 | 6–2 | 6–2 | 5–1 | 4–2 | 6–1 | 5–2 | 2–3 | 3–0 | 6–1 | 0–7 | 4–0 |
| Gimnàstic       | 4–2 | 8–2 | —   | 3–0 | 5–2 | 4–3 | 4–0 | 2–0 | 3–0 | 4–1 | 4–2 | 4–3 | 0–0 | 4–1 |
| Granada CF      | 2–2 | 3–1 | 2–1 | —   | 2–1 | 1–2 | 4–2 | 2–0 | 0–1 | 3–0 | 4–0 | 3–0 | 2–1 | 2–1 |
| Hèrcules CF     | 0–1 | 3–2 | 2–1 | 4–0 | —   | 2–2 | 1–0 | 2–0 | 2–0 | 3–2 | 1–0 | 3–2 | 4–1 | 3–1 |
| Llevant UE      | 4–3 | 3–1 | 4–1 | 3–0 | 0–2 | —   | 4–2 | 0–3 | 2–3 | 8–0 | 6–0 | 5–1 | 4–0 | 1–0 |
| Málaga          | 2–2 | 1–0 | 5–3 | 0–0 | 2–1 | 1–1 | —   | 1–3 | 0–0 | 5–0 | 3–0 | 1–0 | 4–2 | 0–0 |
| RCD Mallorca    | 2–3 | 2–0 | 3–0 | 3–0 | 3–0 | 1–3 | 2–0 | —   | 2–0 | 5–1 | 3–2 | 4–2 | 2–0 | 2–1 |
| Real Córdoba    | 2–3 | 3–0 | 1–1 | 5–0 | 2–0 | 2–0 | 1–1 | 2–0 | —   | 1–1 | 2–2 | 3–1 | 3–2 | 0–1 |
| Racing Ferrol   | 1–2 | 3–0 | 3–4 | 3–0 | 2–2 | 3–1 | 4–1 | 2–1 | 2–1 | —   | 3–1 | 1–1 | 3–4 | 4–0 |
| Real Santander  | 2–2 | 0–2 | 0–1 | 2–2 | 2–4 | 3–0 | 2–1 | 3–2 | 2–0 | 1–1 | —   | 4–1 | 2–2 | 3–0 |
| Reial Betis     | 0–2 | 3–2 | 0–0 | 2–0 | 2–0 | 2–0 | 1–0 | 6–0 | 1–1 | 3–1 | 2–2 | —   | 0–3 | 1–0 |
| Reial Societat  | 1–2 | 2–0 | 3–2 | 1–1 | 2–1 | 6–2 | 2–0 | 2–1 | 4–1 | 2–1 | 1–1 | 3–0 | —   | 3–0 |
| Reial Saragossa | 2–4 | 3–1 | 0–2 | 6–0 | 3–0 | 3–1 | 2–2 | 5–1 | 4–2 | 2–1 | 0–1 | 6–1 | 1–1 | —   |

| Golejador        | Gols | Equip          |
| ---------------- | ---- | -------------- |
| Francesc Peralta | 24   | Gimnàstic      |
| Vicent Martínez  | 20   | Llevant UE     |
| José Mijares     | 18   | RCD Mallorca   |
| Anselmo Campos   | 15   | Reial Societat |
| Pascual Escrivá  | 15   | Llevant UE     |

| Porter          | Gols | Partits | Mitjana | Equip          |
| --------------- | ---- | ------- | ------- | -------------- |
| Andreu Company  | 28   | 20      | 1.4     | CE Alcoià      |
| Román Galarraga | 37   | 26      | 1.42    | Reial Societat |
| Luis Martín     | 41   | 26      | 1.58    | Real Córdoba   |
| Cosme           | 44   | 26      | 1.69    | Hèrcules CF    |
| Joaquín Comas   | 44   | 26      | 1.69    | Málaga         |

## Promoció d'ascens
| 8 de juny de 1947 | Reial Societat            | 2-0     | Reial Múrcia | Madrid                     |  |
|                   | Castivia 18' · Campos 75' | Informe |              | Metropolitano · Escartín · |  |

## Promoció de descens
| 13 de juliol de 1947 | Reial Valladolid     | 3-1     | Real Santander | Oviedo                              |  |
|                      | Vaquero 7', 15', 36' | Informe | Saras 37'      | Buenavista · Iturralde Gorostiaga · |  |

## Resultats finals
- Campió: Club Esportiu Alcoià.
- Ascens a Primera divisió: CE Alcoià, Gimnàstic de Tarragona, Reial Societat.
- Descens a Segona divisió espanyola de futbol: Reial Múrcia, RC Deportivo de La Coruña, CE Castelló.
- Ascens a segona divisió: CD Mestalla, CF Badalona, Reial Valladolid.
- Descens a Tercera divisió: Real Santander SD, Zaragoza FC, Reial Betis.